# 白鷗大学足利中学校・高等学校
白鷗大学足利中学校・高等学校（はくおうだいがくあしかがちゅうがっこうこうとうがっこう）は、栃木県足利市伊勢南町および多田木町に所在し、中高一貫教育を提供する私立中学校・高等学校。
高等学校において、中学校から入学した内部進学の生徒と高等学校から入学した外部進学の生徒との間では、第1学年から混合してクラスを編成する併設混合型中高一貫校。略称は「白鷗」、「白鷗足利」、「白足（はくあし）」、「白鷗大足利」。前身の足利学園より「足学」と呼ぶ者も地元では多い。
スローガンはPLUS ULTRA（プルス・ウルトラ） ~さらに向こうへ~。

## 概要
白鷗大学（栃木県小山市）の系列校である。1994年（平成6年）、足利学園高等学校・中学校より校名変更。中等部校舎、本校舎、北校舎、富田キャンパス（通称：「富キャン（とみきゃん）」）がある。
白鷗大学足利中学校では従来から他高校受験の準備のためのコース「進学教育コース」を設けており、永らく中高一貫教育を取り入れていなかったが、2011年度よりコースとして「中高一貫コース」を設け、高等部富田キャンパスに「一貫コース」としてエスカレーター式で進学し、医歯薬・理系などを目指す課程ができた。
「進学コース」「特別選抜コース(2018年度から「特別進学コース」に改称)」「中高一貫コース」が所在する富田キャンパスには、栃木県内だけでなく群馬県や茨城県、埼玉県といった近隣の県から多くの学力中〜上位の生徒が集まる。
2013年度よりスーパーサイエンスハイスクール (SSH) の指定を受けており、群馬大学、宇都宮大学、前橋工科大学等の近隣の大学や企業と共に活動を行っている。

## 所在地
- 栃木県足利市伊勢南町3-2（本校舎）
北緯36度19分52.4秒 東経139度27分17.1秒 / 北緯36.331222度 東経139.454750度
- 栃木県足利市多田木町1067（富田キャンパス）
北緯36度18分51.5秒 東経139度31分35秒 / 北緯36.314306度 東経139.52639度
- 栃木県足利市伊勢南町4-3（中等部校舎）

## 校歌
作詞：西條八十、作曲：神津善行。
前身の足利学園校歌をそのまま使用している。元の歌詞の「足利学園」を「白鷗足利」に代えている。

## 施設
現存
- 本校舎 - 普通科、自動車科（現在は廃科）が所在する。
- 新校舎 - 富田キャンパスより移転した普通科特進コースと中等部が所在する中高併設型校舎である[2]。

閉鎖
- 北校舎 - 音楽科（現在は廃科）が所在していた。
- 富田キャンパス - 普通科特進コースなどが所在していた。2023年度をもって閉校となった[2]。
- 中等部校舎 - 中等部が所在していた。上記の新校舎に移転した。旧中等部校舎は11月末までに解体され、2025年7月頃までにグラウンドとして整備される予定[2]。
  - 中等部校舎は、本校舎北側から、伊勢町の系列校であった上岡学園専門学校跡へ移転し、永らく校舎を構えてきたが、2003年に現住所の場所（2000年3月まで存在していた足利市立東小学校の校舎流用）に移転した。

## 中等部の課程
- 進学教育コース - 他高校を含めた進学の準備を行うコース。従来から設置されている。進学先は、県内公立トップ高・都内近郊進学校など多岐に渡る。
  - （主に）白鷗大学足利高等学校への進学を第1志望とする場合、「学科試験免除の特別推薦入学試験制度」ならびに同高等学校の特別選抜コースおよび進学コースへの優先入学制度が導入されている[3]。
- 中高一貫教育コース - 医学系および理系志望の生徒を対象に、高等部富田キャンパスまでの中高一貫教育を目的としている[4]。

## 校舎ごとの位置付け

### 本校舎
部活動を頑張りたいという生徒が勉強との両立をしやすい環境になっている。 
- 文理進学コース - 二年次から文系・理系どちらかのクラスを選択できる。  （2024年より廃科となり、現2、3年生のみ存在する）
- 総合選択コース - アスリート、ビジネス、子ども教育、情報システム、分離教養の5つの類型を選択履修する。

### 富田キャンパス
1984年（昭和59年）度に竣工した。富田校舎では、難関大学進学に向け、土曜日までぎっしり詰まった授業を行うが、勉強と部活を両立している生徒もたくさんいる。2009年度は、吹奏楽部富田には部員6名、本校7名で東関東大会にまで出場することができた。
- 普通科特別選抜コース - 国公私立難関大学・学部への進学を目指す。
  - 以前は「特進コース」（国公私立難関大学・学部への進学を目指す）と「SG進学コース」（文理系の高度専門職就職に向け、高い学力をつけ、難関大学への進学を目指す）が設置されていたが、2012年度より普通科特別選抜コースへ統合された。2018年度からは「特別進学コース」に改称される。
- 進学コース - 多様なカリキュラムにより、希望する進路の実現をさせる。2年進級時に文理選択をする。上位の生徒の中には難関国公私立大学進学など上記の特別選抜コースの生徒以上の成績を残すものもいる。

募集停止
- 英語科 - 英語を中心としたカリキュラムにより、国公私立の語学系を中心とした文系学部への進学を目指す。

### 中等部
前述の通り現在の校舎は元小学校であるため、随所にその面影を感じることができる。また旧校舎には校庭がなく、体育の際には本校舎や市の施設を使っていた。

## 通学
栃木県は元より、群馬県や埼玉県からも進学してくる生徒がいる。成績が優秀な者やスポーツ（柔道など）に秀でた生徒なども在籍する。1994年（平成6年）度以降2クラス編成であったが、移転に際して校舎が拡大されたため現在は3クラス編成である。上記の通り、中等部から高等部への進学率はあまり高くなく、富田キャンパスが殆どである。過半数は周辺の公立トップ校、または都内近郊の私立高へ進学する県内有数の進学校である。

## 部活動
1994年（平成6年）より、非キリスト教系の学校でありながらハンドベル部が存在する珍しい学校であったが、現在は廃部である。（系列校の白鷗大学にも存在するが、高等部にはない）

### 本校舎
| 運動部 - 弓道部 - 剣道部 - 硬式野球部 - 男子サッカー部 - 柔道部 - 水泳部 - 女子ソフトテニス部 - 女子ソフトボール部 - 体操部 - 卓球部 - 軟式野球部 - バスケットボール部 - バドミントン部 - バレーボール部 - ボクシング部 - 陸上部 | 文化部 - インターアクト部 - 演劇部 - 華道部 - CAD部 - 茶道部 - 自動車同好会 - 写真部 - 情報処理部 - 書道部 - 吹奏楽部 - 生活科学部 - バトントワリング部 - 美術部 - ファッション同好会 - 放送部 - 幼児と遊ぶ同好会 |

### 富田キャンパス
| 運動部 - 女子サッカー部 - サッカー同好会 - 男子ソフトボール部 - 卓球同好会 - ダンス同好会 - テニス同好会 - バスケットボール同好会 - バドミントン同好会 - バレーボール同好会 | 文化部 - ESS同好会 - 囲碁・将棋部 - 合唱部 - 吹奏楽部 - 生物部 - 文芸イラスト同好会 |

### 中等部
運動部
| - サッカー部 - カッパー部(非公式) | - ソフトテニス部 - バスケットボール部 | - バレーボール同好会 - 野球部 |

文化部
| - 科学部 | - 書道同好会 | - 文芸部 | - クイズ同好会 |

## 著名な出身者

### スポーツ選手
- 石川多映子 - ソフトボール選手（シドニー五輪銀メダリスト）
- 山田美葉 - ソフトボール選手（シドニー五輪銀メダリスト）
- 伊藤良恵 - ソフトボール選手（シドニー五輪銀メダリスト、アテネ五輪銅メダリスト）
- 増淵まり子 - ソフトボール選手（シドニー五輪銀メダリスト）
- 染谷美佳 - ソフトボール選手（北京五輪金メダリスト）
- 藤倉多祐 - 元プロ野球選手
- 北浦竜次 - プロ野球選手
- 大下誠一郎 - プロ野球選手
- 大山凌 - プロ野球選手
- 増渕樹 - 柔道家
- 長島啓太 - 柔道家
- 石川裕紀 - 柔道家
- 太田彪雅 - 柔道家
- 蓬田智佳 - 柔道家
- 近藤明広 - プロボクサー（WBOアジア太平洋スーパーライト級王者、第55代日本ライト級王者）
- 飯泉健二 - プロボクサー
- 諏訪尚 - プロボクサー（4試合連続1RKO記録保持者）
- 中橋裕仁 - プロボクサー（全日本スーパーライト級新人王）
- 神藤太志 - プロボクサー（日本フライ級チャンピオン）
- 梶谷瑠哉 - 陸上長距離選手（青山学院大学→SUBARU陸上競技部）
- 飯塚響 - 競艇選手

### その他
- 日向野義幸 - 栃木県議会議員、元栃木県栃木市長（旧・足利学園高等学校卒業生）
- 石黒英雄 - 俳優、第17回「ジュノン・スーパーボーイ・コンテスト」（グランプリ受賞後、堀越学園へ転校）
- 金井俊文 - ヨーロッパを拠点に活動するオーケストラ指揮者 (第16回上毛芸術文化賞受賞)
- 高松美里 - タレント
- 中谷真希枝 - ミュージカル女優（中学のみ白鷗）
- 根岸弥生 - ピアニスト
- 阿部敦 - 声優